# Vanevan (monastère)
Pour l’article homonyme, voir Vanevan.
Vanevan (en arménien Վանեվան) est un monastère arménien situé dans le marz de Gegharkunik, à proximité de la localité d'Artsvanist, en Arménie.
Édifié en 903 par des membres de la dynastie bagratide, il se compose principalement de l'église Sourp Grigor (« Saint-Grégoire »), d'un gavit et d'une église mononef. Il a été récemment restauré.

## Situation géographique
Pour des articles plus généraux, voir Gegharkunik et Syunik.
Vanevan est situé le long d'un torrent se déversant dans le lac Sevan, sur un replat. Il se trouve sur le territoire de la communauté rurale d'Artsvanist (la localité même est au nord-ouest), entre Martouni et Vardenis, dans le marz de Gegharkunik.
Historiquement, le monastère se dresse sur les terres du canton de Gegharkunik dans la province de Siounie, une des quinze provinces de l'Arménie historique selon le géographe arménien du VIIe siècle Anania de Shirak.

## Histoire
Pour un article plus général, voir Bagratides.
Vanevan est fondé en 903 par le sparapet (« généralissime ») Shapouh Bagratouni, troisième fils du roi Achot Ier d'Arménie, sous le contrôle de sa sœur Mariam, seconde fille d'Achot et princesse de Siounie, fondatrice de Sevanavank. Selon l'historien arménien du XIIIe siècle Stépanos Orbélian, il est restauré sous le roi Gagik Ier (990-1020), qui le dote d'une enceinte ; en dehors de ces informations, son histoire est peu connue.
Le monastère a récemment été restauré.

## Bâtiments
Pour un article plus général, voir Architecture arménienne.
Vanevan se compose principalement de l'église Sourp Grigor, d'un gavit et d'une église mononef, tous trois alignés à l'est sur un axe nord-sud ; le groupe est complété au sud par un groupe de bâtiments auxiliaires.
Sourp Grigor (« Saint-Grégoire ») est une tétraconque semi-libre, i.e. dotée de deux chambres orientales, et illustre le passage de la croix libre à la croix inscrite. Quatre arcs centraux s'élargissant progressivement et dotés de trompes supportent un tambour octogonal à coiffe pyramidale. Cette église, qui présente des traits archaïques, comme la fenêtre orientale géminée, a pour seul décor une frise moulurée faisant le tour de l'édifice à hauteur des quatre culs de four. Un couloir et une chambre ont été adjoints à la conque occidentale et à l'angle sud-ouest de l'église.
La seconde église est une haute mononef à voûte en berceau et à doubleau, dont les murs latéraux sont pourvus de deux niches. Une frise moulurée et un appareil identiques à ceux de Sourp Grigor pourrait indiquer qu'elle lui est contemporaine.
Entre les deux églises a été ultérieurement construit un gavit rectangulaire à fausse voûte surmonté d'un erdik (type local de lucarne) ; il est précédé à l'est par trois chambres rectangulaires, peut-être à usage funéraire.